# Xylena impudica
Xylena impudica är en fjärilsart som beskrevs av Otto Staudinger 1888. Xylena impudica ingår i släktet Xylena och familjen nattflyn. Inga underarter finns listade i Catalogue of Life.